# Olympische Jugend-Sommerspiele 2014/Teilnehmer (Südafrika)
| Gelbes Symbol für Goldmedaillen mit stilisierten Olympischen Ringen | Graues Symbol für Silbermedaillen mit stilisierten Olympischen Ringen | Braundes Symbol für Bronzemedaillen mit stilisierten Olympischen Ringen |
| ------------------------------------------------------------------- | --------------------------------------------------------------------- | ----------------------------------------------------------------------- |
| 1                                                                   | —                                                                     | —                                                                       |

Die Jugend-Olympiamannschaft aus Südafrika für die II. Olympischen Jugend-Sommerspiele vom 16. bis 28. August 2014 in Nanjing (Volksrepublik China) bestand aus 54 Athleten.

## Athleten nach Sportarten

### Golf
| Mädchen - Kaleigh Telfer Einzel: disqualifiziert Mixed: 17. Platz | Jungen - Kyle McClatchie Einzel: 25. Platz Mixed: 17. Platz |

### Hockey
| Mädchen - 8. Platz - Natalie Esteves - Demi Harmse - Chrissie Haupt - Marizen Marais - Kaydee Miller - Kristen Paton - Cheneal Raubenheimer - Simone Strydom - Patience Zondi | Jungen - 4. Platz - Jacques Bleeker - Ryan Crowe - Tyson Dlungwana - Tevin Kok - Matthew Martins - Nqobile Ntuli - Luke Schooling - Garth Turner - Cody van Wyk |

### Judo
Mädchen
- Unelle Snyman
Klasse bis 78 kg: 5. Platz
Mixed: 5. Platz (im Team Van de Walle)

### Kanu
Mädchen
- Donna Hutton
Kajak-Einer Sprint: 5. Platz
Kajak-Einer Slalom: 9. Platz

### Leichtathletik
| Mädchen - Taylon Bieldt 100 m Hürden: DNF 8 × 100 m Mixed: 38. Platz - Gezelle Magerman 400 m Hürden: Gold 8 × 100 m Mixed: 28. Platz - Yolandi Stander Kugelstoßen: 12. Platz 8 × 100 m Mixed: 46. Platz - Leandri Geel Diskuswurf: 6. Platz 8 × 100 m Mixed: 65. Platz - Jo-Ane van Dyk Speerwurf: 7. Platz 8 × 100 m Mixed: 5. Platz | Jungen - Ronald Rakaku 100 m: DNF 8 × 100 m Mixed: 48. Platz - Jason van Rooyen Kugelstoßen: 4. Platz 8 × 100 m Mixed: 44. Platz |

### Radsport
- Mixed: 28. Platz

| Mädchen - Relebohile Annastacia Pebane - Maia Rawlins Kombination: 13. Platz | Jungen - Alex Limberg - Ivan Venter Kombination: 6. Platz |

### Reiten
- Alexa Stais
Springen Einzel: 21. Platz
Springen Mannschaft: 4. Platz (im Team Afrika)

### Rhythmische Sportgymnastik
Mädchen
- Shannon Gardiner
Einzel: 15. Platz

### Ringen
| Mädchen - Leanco Stans Freistil bis 60 kg: 6. Platz | Jungen - Reynhardt Louw Freistil bis 54 kg: 6. Platz - Elbert Steyn Freistil bis 63 kg: 5. Platz |

### Schießen
Jungen
- Sybrand Laurens
Luftgewehr 10 m: 16. Platz
Mixed: 8. Platz (mit Ivana Babić  Kroatien)

### Schwimmen
| Mädchen - 4 × 100 m Freistil: 10. Platz 4 × 100 m Lagen: 7. Platz - Marlies Ross 100 m Freistil: 17. Platz 200 m Freistil: 19. Platz 200 m Lagen: 7. Platz 4 × 100 m Freistil Mixed: 12. Platz 4 × 100 m Lagen Mixed: 5. Platz - Michelle Weber 400 m Freistil: 23. Platz 800 m Freistil: 16. Platz - Nathania van Niekerk 100 m Rücken: 18. Platz 200 m Rücken: 11. Platz 4 × 100 m Freistil Mixed: 12. Platz 4 × 100 m Lagen Mixed: 5. Platz - Justine MacFarlane 50 m Brust: 18. Platz 100 m Brust: 12. Platz 200 m Brust: 7. Platz | Jungen - 4 × 100 m Freistil: 8. Platz 4 × 100 m Lagen: 4. Platz - Joshua Steyn 100 m Freistil: 27. Platz 200 m Freistil: 5. Platz 50 m Schmetterling: 11. Platz 100 m Schmetterling: 4. Platz 4 × 100 m Lagen Mixed: 5. Platz - Brent Szurdoki 200 m Freistil: 18. Platz 400 m Freistil: 14. Platz 800 m Freistil: 14. Platz 4 × 100 m Freistil Mixed: 12. Platz - Chris Reid 50 m Rücken: 16. Platz 100 m Rücken: 10. Platz 200 m Rücken: 5. Platz 200 m Lagen: 7. Platz 4 × 100 m Freistil Mixed: 12. Platz - Jarred Crous 50 m Brust: 4. Platz 100 m Brust: 6. Platz 200 m Brust: 6. Platz 4 × 100 m Lagen Mixed: 5. Platz |

### Segeln
| Mädchen - Megan Robertson Byte CII: 30. Platz | Jungen - Calvin Gibbs Byte CII: 25. Platz |

### Tennis
Jungen
- Lloyd Harris
Einzel: Achtelfinale
Doppel: 1. Runde (mit Guy Orly Iradukunda  Burundi)
Mixed: Achtelfinale (mit Sandra Samir  Ägypten)

### Triathlon
| Mädchen - Jayme-Sue Vermaas Einzel: 18. Platz Mixed: 14. Platz (im Team Afrika 1) | Jungen - Nathan le Roux Einzel: 27. Platz Mixed: 14. Platz (im Team Afrika 1) |

### Turnen
| Mädchen - Mammule Rankoe Einzelmehrkampf: 33. Platz | Jungen - Muhammad Mia Einzelmehrkampf: 36. Platz |